# Enemic final
En els videojocs un Enemic Final (en anglès: Boss) és un personatge particularment desafiador, controlat per la computadora i que ha de ser vençut al final del segment d'un joc, ja sigui en un nivell, un episodi, o al final del joc. Els enemics finals apareixen en la majoria dels videojocs, especialment en els de primera i tercera persona que estan basats en nivells, en Videojocs de plataformes, RPGs, i en els shoot'em ups.
En el disseny de joc tradicional, un enemic final és normalment un enemic que s'ha de superar per provocar el final d'un nivell, seqüència, punt de trama, i/o desafiament i el començament d'un de nou. La progressió s'atura fins que jugador pugui derrota aquest enemic i adonar-se de l'estructura de l'enemic final suprem del joc, normalment l'antagonista principal del videojoc i el cap dels enemics finals. Una batalla contar un enemic final s'anomena; batalla contra un enemic final.

## Història
No es podrien "guanyar" en els primers videojocs, com els seus predecessors de màquines de pinball. Estaven dissenyats com a competició contra la màquina, amb l'únic objectiu per acumular punts fins que la màquina inevitablement vencia. Per exemple, els primers videojocs de Nintendo i Atari com Pong repetien el mateix desafiament, encara que la dificultat del joc augmentaria. Finalment, el joc es feia massa difícil perquè qualsevol jugador guanyés.
El primer videojoc d'arcades amb un enemic final atacant era el joc del 1979 Galaxian. A Galaxian, les ones de les naus espacials atacarien al jugador. Cada ona incloïa uns quants "naus almirall". Destruint les naus almirall ocasionaven gratificacions significatives. Les naus almirall apareixien en la part superior de la pantalla, implicant que estaven dirigint l'atac. Un s'enviava així a les naus almirall com "enemics finals" en els jocs. Encara que les naus almirall es derrotaven normalment abans que avançant al pròxim nivell, no era precisament un requisit.

### Presència i disseny dels enemics finals
En 1985, en Super Mario Bros., aparegué Bowser com a enemic final del joc, i antagonista de la franquícia Super Mario Bros. Per derrotar a Bowser s'havia de dur una estratègia al capdamunt d'aquest per ven-se-li. Mario, protagonista de la saga, havia de prémer un interruptor darrere de Bowser per tirar-lo a la lava i així derrotar-lo, esquivant les seves boles de foc, i altres esdeveniments i obstacles que apareixien en la sala de lluita. Bowser és un dels enemics finals més populars i clàssics de tots els temps. Té un aspecte de tortuga gegant acurçada amb pinxos i banyes. Té també l'aspecte de drac i llangardaix.
Un any després, en 1986, aparegué en The Legend of Zelda el malvat Ganon, un altre dels enemics finals i antagonistes de videojoc més revellants i clàssics del videojocs. Per derrotar a Ganon, Link el protagonista de Zelda, havia d'atacar a Ganon amb les fletxes de plata i intentar donar-li abans que s'esfumés, ja que aquest no deixava de teleportar-se per la sala de batalla. Link havia d'esquivar les boles de foc de les estàtues que havia a la sala. Ganon té l'aspecte de porc gegant (en jocs com Ocarina of Time i Twilight Princess, seria revelada la seva forma humana, i la seva forma bestial de porc seria complementària), salvatge i malvat.
Un altre antagonista important de Nintendo, en aquest cas també un dels més revelant de la saga Metroid (i el que més es repeteix i més conegut és), és Ridley, rival indiscutible de Samus Aran, protagonista de Metroid. Ridley a paregué en un total de sis jocs en la franquícia com a boss. Ridley fou el causant de la mort dels pares de Samus Aran, així com aquell que motivaria l'odi i la ràbia de la caça-recompenses més poderosa de la Federació Galàctica i probablement de la galàxia. Ridley té l'aspecte de drac volador. Sembla un dinosaure, un pterodàctil, però és un drac. Ridley ha mort diverses vegades durant la història, però ha sigut innombrablement ressuscitat.
En 2001, Saturos i Menardi, els grans enemics de Golden Sun i rivals suprems de Hans, apareixen com enemics finals de la trama de l'argument del primer joc de la saga. Saturos i Menardi no són del tot malvats, l'únic que passa és que utilitzen mètodes poc nets per aconseguir els seus objectius. En veritat d'anhel d'aquest parell és salvar Prox, el seu poble natal, d'una destrucció segura. Per aquest motiu, per salvar el poble i el món sencer de la destrucció imminent, intenten canviar el món trencant un poderós segell i alliberar un poder enorme.

### Característiques
Generalment en els jocs esmentats presenten a múltiples enemics finals, on cadascun és més complicat que l'anterior. Se l'anomena cap a aquest tipus d'enemics perquè pren el nom i concepte dels antagonistes en les històries (de qualsevol mitjà) que lideren grups d'enemics o malfactors. En els videojocs, aquests enemics menors suposen estar al servei del seu líder o rei (que normalment és l'antagonista principal del joc), i als quals els jugadors ha de vèncer abans de donar amb l'enemic final major del joc. No en tots els videojocs ocorre així, car un cap pot no tenir gens que veure amb els altres enemics, de fet ni tan sols amb els esdeveniments del mateix nivell; se l'anomena cap llavors, simplement per ser l'enemic més fort o perquè el joc li d'una presentació especial.

#### Mini-Boss
Un enemic final intermedi o Mini-Boss és un enemic final, però a diferència dels altres és ben diferent d'aquests. Primer que normalment serveix d'escalfament i preparament per lluita contra el Boss autèntic del Dungeon (masmorra), un dels punts decisius del joc abans de lluitar contra el Final Boss (Enemic Final Suprem). Un exemple seria els jocs de la saga The Legend of Zelda, en què Link en el Dungeon ha de lluita contra el Mini-Boss per preparar-se per lluitar contra el Boss (Enemic Final) i obtenir-ne del Mini-Boss l'ítem necessari per vèncer l'Enemic Final. Així constantment fins a arribar al Final Boss (normalment en aquests casos de Zelda, el malvat Ganon, tot i que també poden haver-n'hi d'altres) i vèncer i acabar el joc.

### Miscel·lània
En vèncer a un enemic final, el personatge pot rebre un premi com una nova arma, una relíquia o simplement culmina el nivell. Hi ha casos en els quals ni tan sols passa això últim, i en alguns jocs d'aventura en 3D el nivell encara no acaba quan el cap va ser vençut. La resistència física de l'enemic final és major a la dels enemics comuns, per això es representa amb una barra o nombre de punts de resistència que disminuïx conforme l'enemic final vagi sent atacat pel jugador. El so musical del nivell canvia, i generalment passa a ser una pista musical de tensió o suspès.

### Enemics finals destacats
| Nom de l'enemic final | Franquícia          | Breu descripció                                                                           |
| --------------------- | ------------------- | ----------------------------------------------------------------------------------------- |
| Bowser                | Super Mario Bros.   | El King Koopa, màxim enemic d'en Mario                                                    |
| Ganon                 | The Legend of Zelda | El King of Evil, enemic principal de l'univers Zelda                                      |
| Sephiroth             | Final Fantasy       | El principal antagonista de Final Fantasy VII                                             |
| Nemesis               | Resident Evil       | Un dels principals i més coneguts enemics de Resident Evil                                |
| Mother Brain          | Metroid             | Un dels enemics finals més coneguts de la saga Metroid                                    |
| King K. Rool          | Donkey Kong         | El Rei dels Kremlings, principal enemic de Donkey Kong                                    |
| Doctor Eggman         | Sonic the Hedgehog  | L'arxienemic de Sonic, the Hedgehog                                                       |
| Heihachi Mishima      | Tekken              | Un dels rivals més durs del món de les arts marcials de Tekken                            |
| Vaati                 | The Legend of Zelda | El Wind Mage, el segon enemic final i antagonista més popular de Zelda                    |
| Kuja                  | Final Fantasy       | De Final Fantasy, el Angel of Darkness i antagonista de Final Fantasy IX                  |
| Ridley i Meta Ridley  | Metroid             | El rival de Samus Aran i un dels enemics més reconeguts de Metroid                        |
| Tyrant                | Resident Evil       | Un dels engendres més poderosos del món fictici de Resident Evil                          |
| Ogre                  | Tekken              | Un dels monstres més durs del món de les arts marcials de Tekken                          |
| Scorpion              | Mortal Kombat       | Un dels rivals i enemics més mortífers de Mortal Kombat                                   |
| Organization XIII     | Kingdom Hearts      | Els antagonistes de Kingdom Hearts 2                                                      |
| Agahnim               | The Legend of Zelda | El Dark Wizard, antagonista principal de A Link to the Past i un dels seus enemics finals |
| Seymour               | Final Fantasy       | L'antagonista principal de Final Fantasy X, i un dels seus enemics finals                 |
| King Boo              | Super Mario Bros.   | Un dels enemics finals més populars de Mario                                              |
| Dark Link             | The Legend of Zelda | El germà malvat d'en Link i enemic final de The Adventure of Link                         |
| Wario                 | Super Mario Bros.   | En rival d'en Mario, el conegut Mario dolent                                              |
| Zant                  | The Legend of Zelda | L'Usurper King, antagonista principal de Twilight Princess i segon enemic final del joc   |